# PiHKAL
PiHKAL: A Chemical Love Story é um livro de não ficção de Alexander Shulgin e Ann Shulgin, publicado em 1991. O tema da obra são os derivados químicos psicoativos da fenetilamina, notadamente aqueles que atuam como psicodélicos e/ou empatógenos-entactogênicos. O título principal, PiHKAL, é uma sigla que significa "Fenetilaminas que conheci e amei".
O livro está organizado em duas partes, sendo a primeira parte uma autobiografia ficcional do casal e a segunda parte descrevendo 179 compostos psicodélicos diferentes (a maioria dos quais o próprio Shulgin descobriu), incluindo instruções detalhadas de síntese, bioensaios, dosagens e outros comentários.
A segunda parte foi disponibilizada gratuitamente por Shulgin no Erowid, enquanto a primeira parte está disponível apenas no texto impresso. Embora as reações descritas estejam além da capacidade de pessoas com formação básica em química, alguns tendem a enfatizar técnicas que não requerem produtos químicos difíceis de obter. Destacam-se entre eles o uso de amálgama de mercúrio-alumínio (um reagente incomum, mas fácil de obter) como agente redutor e sugestões detalhadas sobre fontes vegetais legais de importantes precursores de drogas, como o safrol.

## Impacto e popularidade
Através do PIHKAL (e mais tarde do TiHKAL), Shulgin procurou garantir que suas descobertas escapassem dos limites dos laboratórios de pesquisa profissionais e chegassem ao público, um objetivo consistente com suas crenças declaradas de que as drogas psicodélicas podem ser ferramentas valiosas para a autoexploração. A síntese de MDMA ("ecstasy") publicada no PIHKAL continua a ser um dos métodos clandestinos mais comuns de sua fabricação até hoje. Muitos países proibiram as principais substâncias para as quais este livro fornece instruções de síntese, como 2C-B, 2C-T-2 e 2C-T-7. No Reino Unido, todos, exceto a fenetilamina, são ilegais.
Em 1994, dois anos após a publicação de PIHKAL, a Drug Enforcement Administration (DEA) invadiu o laboratório de Shulgin e solicitou que ele entregasse sua licença da DEA. Richard Meyer, porta-voz da Divisão de Campo da DEA em São Francisco, declarou em referência a PIHKAL: "É nossa opinião que esses livros são basicamente livros de receitas sobre como fazer drogas ilegais. Os agentes me disseram que em laboratórios clandestinos que invadiram, eles encontrei cópias desses livros", sugerindo que a publicação de PIHKAL e o término da licença de Shulgin podem estar relacionados.

## Compostos notáveis

### Anfetaminas essenciais
As "anfetaminas essenciais" são o que Shulgin descreve como dez anfetaminas que diferem de produtos naturais como o safrol ou a miristicina por um grupo amina (PIHKAL Entry #157 TMA). A lista consiste em:
- PMA (para-methoxy-amphetamine)
- 2,4-DMA (2,4-dimethoxy-amphetamine)
- 3,4-DMA (3,4-dimethoxy-amphetamine)
- MDA (3,4-methylenedioxy-amphetamine)
- MMDA (3-methoxy-4,5-methylendioxy-amphetamine)
- MMDA-3a (2-methoxy-3,4-methylendioxyamphetamine)
- MMDA-2 (2-methoxy-4,5-methylendioxyamphetamine)
- TMA (3,4,5-trimethoxyamphetamine)
- TMA-2 (2,4,5-trimethoxyamphetamine)
- DMMDA (2,5-dimethoxy-3,4-methylenedioxyamphetamine)
- DMMDA-2 (2,3-dimethoxy-4,5-methylenedioxyamphetamine)
- TeMA (2,3,4,5-tetramethoxyamphetamine)

### Meia dúzia mágica
A chamada "meia dúzia mágica" refere-se aos compostos de fenetilamina autodenominados mais importantes de Shulgin, todos os quais, exceto a mescalina, ele mesmo desenvolveu e sintetizou. Eles são encontrados no primeiro livro de PIHKAL e são os seguintes:
- Mescaline (3,4,5-trimethoxyphenethylamine)
- DOM (2,5-dimethoxy-4-methylamphetamine)
- 2C-B (2,5-dimethoxy-4-bromophenethylamine)
- 2C-E (2,5-dimethoxy-4-ethylphenethylamine)
- 2C-T-2 (2,5-dimethoxy-4-ethylthiophenethylamine)
- 2C-T-7 (2,5-dimethoxy-4-propylthiophenethylamine)

Todas as seis são agora substâncias controladas de Classe I nos Estados Unidos.

## Fenetilaminas listadas
|     | Substância           | Nome químico                                         |
| --- | -------------------- | ---------------------------------------------------- |
| 1   | AEM                  | alpha-Ethyl-3,4,5-trimethoxy-PEA                     |
| 2   | AL                   | 4-Allyloxy-3,5-dimethoxy-PEA                         |
| 3   | ALEPH                | 4-Methylthio-2,5-dimethoxy-A                         |
| 4   | ALEPH-2              | 4-Ethylthio-2,5-dimethoxy-A                          |
| 5   | ALEPH-4              | 4-Isopropylthio-2,5-dimethoxy-A                      |
| 6   | ALEPH-6              | 4-Phenylthio-2,5-dimethoxy-A                         |
| 7   | ALEPH-7              | 4-Propylthio-2,5-dimethoxy-A                         |
| 8   | ARIADNE (Dimoxamine) | 2,5-Dimethoxy-alpha-ethyl-4-methyl-PEA               |
| 9   | ASB                  | 3,4-Diethoxy-5-methoxy-PEA                           |
| 10  | B                    | 4-Butoxy-3,5-dimethoxy-PEA                           |
| 11  | BEATRICE             | 2,5-Dimethoxy-4,N-dimethyl-A                         |
| 12  | Bis-TOM              | 2,5-Bismethylthio-4-methyl-A                         |
| 13  | BOB                  | 4-Bromo-2,5,beta-trimethoxy-PEA                      |
| 14  | BOD                  | 2,5,beta-Trimethoxy-4-methyl-PEA                     |
| 15  | BOH                  | beta-Methoxy-3,4-methylenedioxy-PEA                  |
| 16  | BOHD                 | 2,5-Dimethoxy-beta-hydroxy-4-methyl-PEA              |
| 17  | BOM                  | 3,4,5,beta-Tetramethoxy-PEA                          |
| 18  | 4-Br-3,5-DMA         | 4-Bromo-3,5-dimethoxy-A                              |
| 19  | 2-Br-4,5-MDA         | 2-Bromo-4,5-methylenedioxy-A                         |
| 20  | 2C-B                 | 4-Bromo-2,5-dimethoxy-PEA                            |
| 21  | 3C-BZ                | 4-Benzyloxy-3,5-dimethoxy-A                          |
| 22  | 2C-C                 | 4-Chloro-2,5-dimethoxy-PEA                           |
| 23  | 2C-D                 | 4-Methyl-2,5-dimethoxy-PEA                           |
| 24  | 2C-E                 | 4-Ethyl-2,5-dimethoxy-PEA                            |
| 25  | 3C-E                 | 4-Ethoxy-3,5-dimethoxy-A                             |
| 26  | 2C-F                 | 4-Fluoro-2,5-dimethoxy-PEA                           |
| 27  | 2C-G                 | 3,4-Dimethyl-2,5-dimethoxy-PEA                       |
| 28  | 2C-G-3               | 3,4-Trimethylene-2,5-dimethoxy-PEA                   |
| 29  | 2C-G-4               | 3,4-Tetramethylene-2,5-dimethoxy-PEA                 |
| 30  | 2C-G-5               | 3,4-Norbornyl-2,5-dimethoxy-PEA                      |
| 31  | 2C-G-N               | 1,4-Dimethoxynaphthyl-2-ethylamine                   |
| 32  | 2C-H                 | 2,5-Dimethoxy-PEA                                    |
| 33  | 2C-I                 | 4-Iodo-2,5-dimethoxy-PEA                             |
| 34  | 2C-N                 | 4-Nitro-2,5-dimethoxy-PEA                            |
| 35  | 2C-O-4               | 4-Isopropoxy-2,5-dimethoxy-PEA                       |
| 36  | 2C-P                 | 4-Propyl-2,5-dimethoxy-PEA                           |
| 37  | CPM                  | 4-Cyclopropylmethoxy-3,5-dimethoxy-PEA               |
| 38  | 2C-Se                | 4-Methylseleno-2,5-dimethoxy-PEA                     |
| 39  | 2C-T                 | 4-Methylthio-2,5-dimethoxy-PEA                       |
| 40  | 2C-T-2               | 4-Ethylthio-2,5-dimethoxy-PEA                        |
| 41  | 2C-T-4               | 4-Isopropylthio-2,5-dimethoxy-PEA                    |
| 42  | psi-2C-T-4           | 4-Isopropylthio-2,6-dimethoxy-PEA                    |
| 43  | 2C-T-7               | 4-Propylthio-2,5-dimethoxy-PEA                       |
| 44  | 2C-T-8               | 4-Cyclopropylmethylthio-2,5-dimethoxy-PEA            |
| 45  | 2C-T-9               | 4-(t)-Butylthio-2,5-dimethoxy-PEA                    |
| 46  | 2C-T-13              | 4-(2-Methoxyethylthio)-2,5-dimethoxy-PEA             |
| 47  | 2C-T-15              | 4-Cyclopropylthio-2,5-dimethoxy-PEA                  |
| 48  | 2C-T-17              | 4-(s)-Butylthio-2,5-dimethoxy-PEA                    |
| 49  | 2C-T-21              | 4-(2-Fluoroethylthio)-2,5-dimethoxy-PEA              |
| 50  | 4-D                  | 4-Trideuteromethyl-3,5-dimethoxy-PEA                 |
| 51  | beta-D               | beta,beta-Dideutero-3,4,5-trimethoxy-PEA             |
| 52  | DESOXY               | 4-Methyl-3,5-Dimethoxy-PEA                           |
| 53  | 2,4-DMA              | 2,4-Dimethoxy-A                                      |
| 54  | 2,5-DMA              | 2,5-Dimethoxy-A                                      |
| 55  | 3,4-DMA              | 3,4-Dimethoxy-A                                      |
| 56  | DMCPA                | 2-(2,5-Dimethoxy-4-methylphenyl)-cyclopropylamine    |
| 57  | DME                  | 3,4-Dimethoxy-beta-hydroxy-PEA                       |
| 58  | DMMDA                | 2,5-Dimethoxy-3,4-methylenedioxy-A                   |
| 59  | DMMDA-2              | 2,3-Dimethoxy-4,5-methylenedioxy-A                   |
| 60  | DMPEA                | 3,4-Dimethoxy-PEA                                    |
| 61  | DOAM                 | 4-Amyl-2,5-dimethoxy-A                               |
| 62  | DOB                  | 4-Bromo-2,5-dimethoxy-A                              |
| 63  | DOBU                 | 4-Butyl-2,5-dimethoxy-A                              |
| 64  | DOC                  | 4-Chloro-2,5-dimethoxy-A                             |
| 65  | DOEF                 | 4-(2-Fluoroethyl)-2,5-dimethoxy-A                    |
| 66  | DOET                 | 4-Ethyl-2,5-dimethoxy-A                              |
| 67  | DOI                  | 4-Iodo-2,5-dimethoxy-A                               |
| 68  | DOM (STP)            | 4-Methyl-2,5-dimethoxy-A                             |
| 69  | Psi-DOM              | 4-Methyl-2,6-dimethoxy-A                             |
| 70  | DON                  | 4-Nitro-2,5-dimethoxy-A                              |
| 71  | DOPR                 | 4-Propyl-2,5-dimethoxy-A                             |
| 72  | E                    | 4-Ethoxy-3,5-dimethoxy-PEA                           |
| 73  | EEE                  | 2,4,5-Triethoxy-A                                    |
| 74  | EEM                  | 2,4-Diethoxy-5-methoxy-A                             |
| 75  | EME                  | 2,5-Diethoxy-4-methoxy-A                             |
| 76  | EMM                  | 2-Ethoxy-4,5-dimethoxy-A                             |
| 77  | ETHYL-J              | N,alpha-diethyl-3,4-methylenedioxy-PEA               |
| 78  | ETHYL-K              | N-Ethyl-alpha-propyl-3,4-methylenedioxy-PEA          |
| 79  | F-2                  | Benzofuran-2-methyl-5-methoxy-6-(2-aminopropane)     |
| 80  | F-22                 | Benzofuran-2,2-dimethyl-5-methoxy-6-(2-aminopropane) |
| 81  | FLEA                 | N-Hydroxy-N-methyl-3,4-methylenedioxy-A              |
| 82  | G-3                  | 3,4-Trimethylene-2,5-dimethoxy-A                     |
| 83  | G-4                  | 3,4-Tetramethylene-2,5-dimethoxy-A                   |
| 84  | G-5                  | 3,4-Norbornyl-2,5-dimethoxy-A                        |
| 85  | GANESHA              | 3,4-Dimethyl-2,5-dimethoxy-A                         |
| 86  | G-N                  | 1,4-Dimethoxynaphthyl-2-isopropylamine               |
| 87  | HOT-2                | 2,5-Dimethoxy-N-hydroxy-4-ethylthio-PEA              |
| 88  | HOT-7                | 2,5-Dimethoxy-N-hydroxy-4-(n)-propylthio-PEA         |
| 89  | HOT-17               | 2,5-Dimethoxy-N-hydroxy-4-(s)-butylthio-PEA          |
| 90  | IDNNA                | 2,5-Dimethoxy-N,N-dimethyl-4-iodo-A                  |
| 91  | IM                   | 2,3,4-Trimethoxy-PEA                                 |
| 92  | IP                   | 3,5-Dimethoxy-4-isopropoxy-PEA                       |
| 93  | IRIS                 | 5-Ethoxy-2-methoxy-4-methyl-A                        |
| 94  | J                    | alpha-Ethyl-3,4-methylenedioxy-PEA                   |
| 95  | LOPHOPHINE           | 3-Methoxy-4,5-methylenedioxy-PEA                     |
| 96  | M                    | 3,4,5-Trimethoxy-PEA                                 |
| 97  | 4-MA (PMA)           | 4-Methoxy-A                                          |
| 98  | MADAM-6              | 2,N-Dimethyl-4,5-methylenedioxy-A                    |
| 99  | MAL                  | 3,5-Dimethoxy-4-methallyloxy-PEA                     |
| 100 | MDA                  | 3,4-Methylenedioxy-A                                 |
| 101 | MDAL                 | N-Allyl-3,4-methylenedioxy-A                         |
| 102 | MDBU                 | N-Butyl-3,4-methylenedioxy-A                         |
| 103 | MDBZ                 | N-Benzyl-3,4-methylenedioxy-A                        |
| 104 | MDCPM                | N-Cyclopropylmethyl-3,4-methylenedioxy-A             |
| 105 | MDDM                 | N,N-Dimethyl-3,4-methylenedioxy-A                    |
| 106 | MDE                  | N-Ethyl-3,4-methylenedioxy-A                         |
| 107 | MDHOET               | N-(2-Hydroxyethyl)-3,4-methylenedioxy-A              |
| 108 | MDIP                 | N-Isopropyl-3,4-methylenedioxy-A                     |
| 109 | MDMA                 | N-Methyl-3,4-methylenedioxy-A                        |
| 110 | MDMC (EDMA)          | N-Methyl-3,4-ethylenedioxy-A                         |
| 111 | MDMEO                | N-Methoxy-3,4-methylenedioxy-A                       |
| 112 | MDMEOET              | N-(2-Methoxyethyl)-3,4-methylenedioxy-A              |
| 113 | MDMP                 | alpha,alpha,N-Trimethyl-3,4-methylenedioxy-PEA       |
| 114 | MDOH                 | N-Hydroxy-3,4-methylenedioxy-A                       |
| 115 | MDPEA                | 3,4-Methylenedioxy-PEA                               |
| 116 | MDPH                 | alpha,alpha-Dimethyl-3,4-methylenedioxy-PEA          |
| 117 | MDPL                 | N-Propargyl-3,4-methylenedioxy-A                     |
| 118 | MDPR                 | N-Propyl-3,4-methylenedioxy-A                        |
| 119 | ME                   | 3,4-Dimethoxy-5-ethoxy-PEA                           |
| 120 | MEDA                 | 3-methoxy-4,5-Ethylenedioxy-A [Erowid corrected]     |
| 121 | MEE                  | 2-Methoxy-4,5-diethoxy-A                             |
| 122 | MEM                  | 2,5-Dimethoxy-4-ethoxy-A                             |
| 123 | MEPEA                | 3-Methoxy-4-ethoxy-PEA                               |
| 124 | Meta-DOB             | 5-Bromo-2,4-dimethoxy-A                              |
| 125 | Meta-DOT             | 5-Methylthio-2,4-dimethoxy-A                         |
| 126 | Methyl-DMA           | N-Methyl-2,5-dimethoxy-A                             |
| 127 | Methyl-DOB           | 4-Bromo-2,5-dimethoxy-N-methyl-A                     |
| 128 | Methyl-J             | N-Methyl-alpha-ethyl-3,4-methylenedioxy-PEA          |
| 129 | Methyl-K             | N-Methyl-alpha-propyl-3,4-methylenedioxy-PEA         |
| 130 | Methyl-MA            | N-Methyl-4-methoxy-A                                 |
| 131 | Methyl-MMDA-2        | N-Methyl-2-methoxy-4,5-methylenedioxy-A              |
| 132 | MMDA                 | 3-Methoxy-4,5-methylenedioxy-A                       |
| 133 | MMDA-2               | 2-Methoxy-4,5-methylenedioxy-A                       |
| 134 | MMDA-3a              | 2-Methoxy-3,4-methylenedioxy-A                       |
| 135 | MMDA-3b              | 4-Methoxy-2,3-methylenedioxy-A                       |
| 136 | MME                  | 2,4-Dimethoxy-5-ethoxy-A                             |
| 137 | MP                   | 3,4-Dimethoxy-5-propoxy-PEA                          |
| 138 | MPM                  | 2,5-Dimethoxy-4-propoxy-A                            |
| 139 | Ortho-DOT            | 2-Methylthio-4,5-dimethoxy-A                         |
| 140 | P                    | 3,5-Dimethoxy-4-propoxy-PEA                          |
| 141 | PE                   | 3,5-Dimethoxy-4-phenethyloxy-PEA                     |
| 142 | PEA                  | PEA                                                  |
| 143 | PROPYNYL             | 4-Propynyloxy-3,5-dimethoxy-PEA                      |
| 144 | SB                   | 3,5-Diethoxy-4-methoxy-PEA                           |
| 145 | TA                   | 2,3,4,5-Tetramethoxy-A                               |
| 146 | 3-TASB               | 4-Ethoxy-3-ethylthio-5-methoxy-PEA                   |
| 147 | 4-TASB               | 3-Ethoxy-4-ethylthio-5-methoxy-PEA                   |
| 148 | 5-TASB               | 3,4-Diethoxy-5-methylthio-PEA                        |
| 149 | TB                   | 4-Thiobutoxy-3,5-dimethoxy-PEA                       |
| 150 | 3-TE                 | 4-Ethoxy-5-methoxy-3-methylthio-PEA                  |
| 151 | 4-TE                 | 3,5-Dimethoxy-4-ethylthio-PEA                        |
| 152 | 2-TIM                | 2-Methylthio-3,4-dimethoxy-PEA                       |
| 153 | 3-TIM                | 3-Methylthio-2,4-dimethoxy-PEA                       |
| 154 | 4-TIM                | 4-Methylthio-2,3-dimethoxy-PEA                       |
| 155 | 3-TM                 | 3-Methylthio-4,5-dimethoxy-PEA                       |
| 156 | 4-TM                 | 4-Methylthio-3,5-dimethoxy-PEA                       |
| 157 | TMA                  | 3,4,5-Trimethoxy-A                                   |
| 158 | TMA-2                | 2,4,5-Trimethoxy-A                                   |
| 159 | TMA-3                | 2,3,4-Trimethoxy-A                                   |
| 160 | TMA-4                | 2,3,5-Trimethoxy-A                                   |
| 161 | TMA-5                | 2,3,6-Trimethoxy-A                                   |
| 162 | TMA-6                | 2,4,6-Trimethoxy-A                                   |
| 163 | 3-TME                | 4,5-Dimethoxy-3-ethylthio-PEA                        |
| 164 | 4-TME                | 3-Ethoxy-5-methoxy-4-methylthio-PEA                  |
| 165 | 5-TME                | 3-Ethoxy-4-methoxy-5-methylthio-PEA                  |
| 166 | 2T-MMDA-3a           | 2-Methylthio-3,4-methylenedioxy-A                    |
| 167 | 4T-MMDA-2            | 4,5-Thiomethyleneoxy-2-methoxy-A                     |
| 168 | TMPEA                | 2,4,5-Trimethoxy-PEA                                 |
| 169 | 2-TOET               | 4-Ethyl-5-methoxy-2-methylthio-A                     |
| 170 | 5-TOET               | 4-Ethyl-2-methoxy-5-methylthio-A                     |
| 171 | 2-TOM                | 5-Methoxy-4-methyl-2-methylthio-A                    |
| 172 | 5-TOM                | 2-Methoxy-4-methyl-5-methylthio-A                    |
| 173 | TOMSO                | 2-Methoxy-4-methyl-5-methylsulfinyl-A                |
| 174 | TP                   | 4-Propylthio-3,5-dimethoxy-PEA                       |
| 175 | TRIS                 | 3,4,5-Triethoxy-PEA                                  |
| 176 | 3-TSB                | 3-Ethoxy-5-ethylthio-4-methoxy-PEA                   |
| 177 | 4-TSB                | 3,5-Diethoxy-4-methylthio-PEA                        |
| 178 | 3-T-TRIS             | 4,5-Diethoxy-3-ethylthio-PEA                         |
| 179 | 4-T-TRIS             | 3,5-Diethoxy-4-ethylthio-PEA                         |